# プロトタイプ
プロトタイプ（英: prototype）は、原型。最初の、形にしたもの。それを土台にしてさまざまなパターンを生み出してゆくための、最初のもの。試作品。

## 概要
prototypeの接頭辞「proto- プロト」の意味は「最初の」である。
日本語では試作品ともいう。機械分野や航空機分野では「試作機」「試験機」「実験機」などとも言う。車の業界では「試作車」とも。分野によっては「仮組み」と呼ぶこともある。「仮に組んでみるもの」だからである。
まずはプロトタイプを1個作ってみることで、ようやく新しい技術や新しい機構の検証や試験を行うことができ、大量生産に入ってしまう前に問題点の洗い出しができ、それを判断材料にして改良したものをまた1個、あるいは改良の方向性の違う試作品を数種類ほど作り、それをまた検証や試験してみてまた改良したものをつくり...ということを何回か繰り返し、もし納得できるレベルに到達すれば、ようやく試作段階が終了したと見なすことができ、完成品の設計図を描き、それをもとに必要な部品を大量発注し、工場のラインでの大量生産（「本生産」）の段階に入ってゆく。納得が行くレベルに到達しなければ、プロトタイプのままで終わるということになる。そうなったものを「試作止まり」という。開発をしている側の人間から見ると、「試作止まり」になるもののほうが数が多く、実際に製品化されるのは一部である。
工業分野で何か新しい技術を活用した部品や製品を作ったりする際、頭の中にあるイメージだけをもとに完璧な設計を行う事は難しく、その図面通りにいきなり生産ラインに乗せて大量生産を行うということはできない。通常は試しに1個ないしは数個、手作業でよいので、とりあえずアイディアや図面の一部分、あるいはアイディアを簡素化したものでよいから、とりあえず実体化（物体化）したものを作ってみて、まずはそれに手で触れてみたりそれを動かしてみたりして、それが心で思い描いていた通りに動くのか（期待した性能値をはじき出すのか）、あるいは逆に実物として触ってみると使い勝手が悪いものなのか（期待した性能値が出ないのか）、まずは実物化したもので確かめてみる、ということを行う。そのようにして、最初に作るものがプロトタイプである。そのため実用性やデザインは考えず基盤や内部機構がむき出しで、武骨な見た目の事も多い。これには改良や改造で手を加えやすいと言うメリットもある。
なお、大量生産するものでなくても試作の段階のものは「プロトタイプ」という。たとえば競技に参加する場合、本番で使うことになる実機は1台だけの場合でも、その完成度の高い、本番用の1台（あるいは予備機も含めた2〜3台）にたどり着くための原型としてまず作るものは「プロトタイプ」である。
またプロトタイプの「プロト」の意味は「最初の」だが、これは相対的、比喩的に言っており、2番めの試作品や3番目の試作品もプロトタイプと言う。
プロトタイプを活用することでより良い製品を生み出す手法や開発の効率を高める手法はプロトタイピングという。

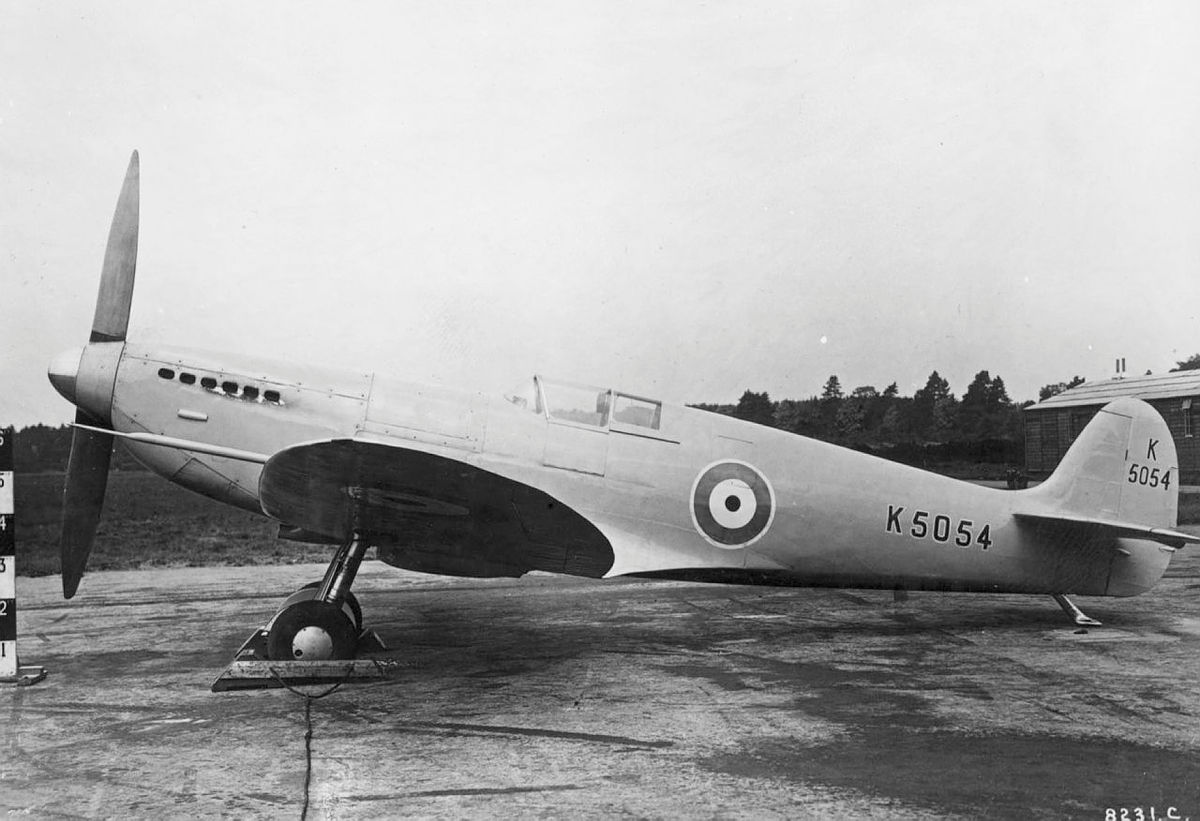
スピットファイヤーのプロトタイプ
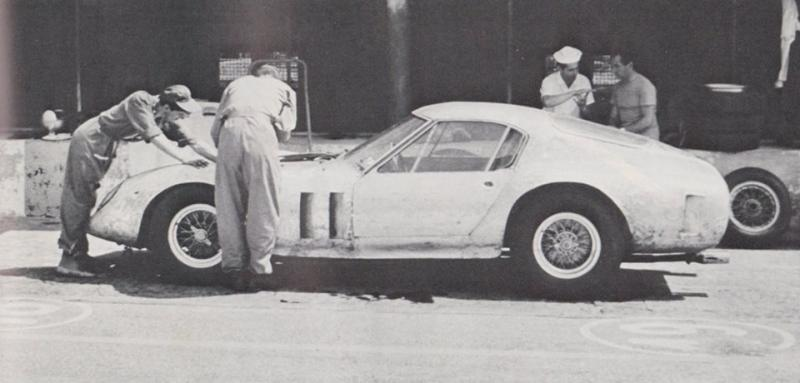
Ferrari 250 GTOのプロトタイプ
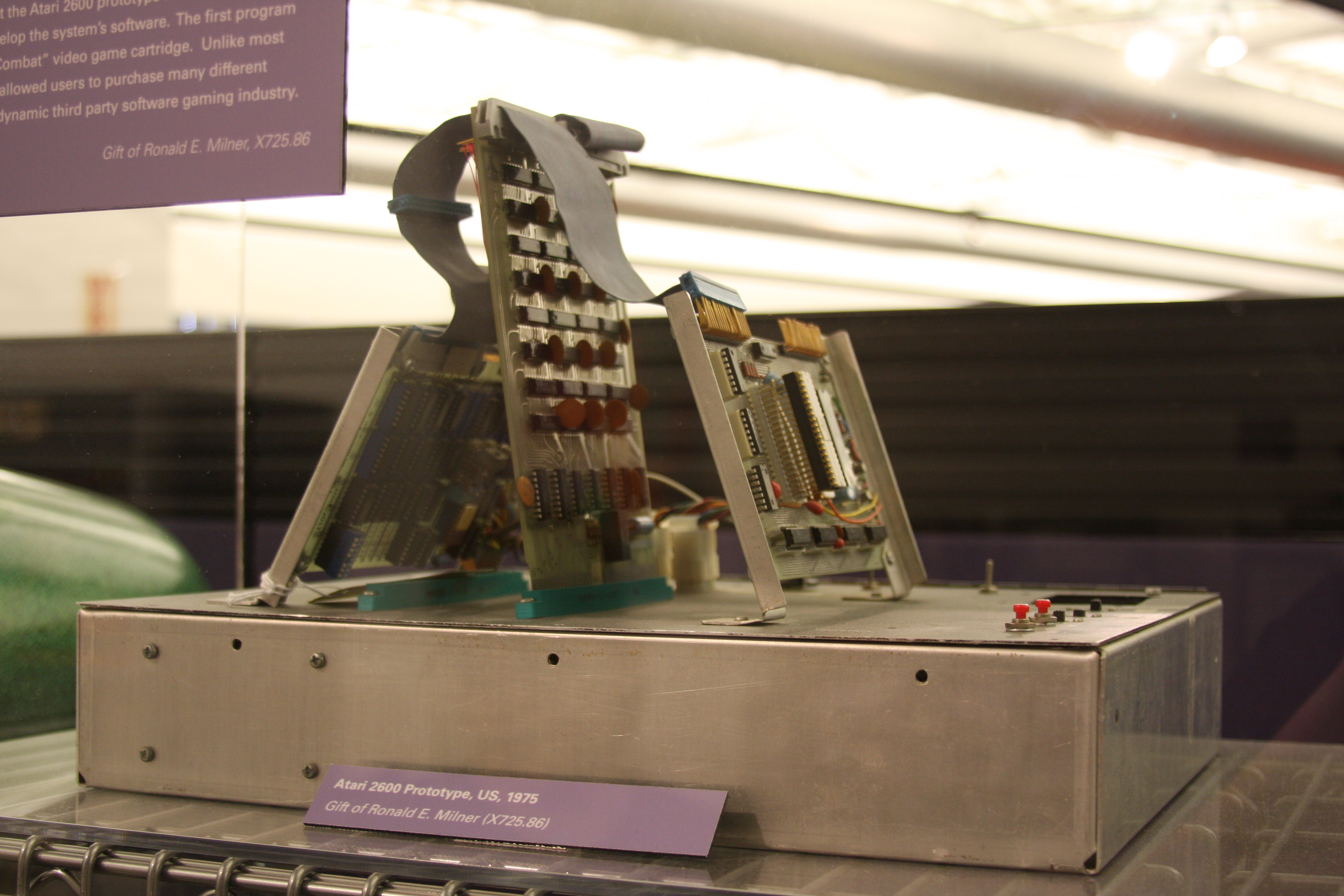
ゲーム機 Atari 2600のプロトタイプ（米国計算機歴史博物館展示品）
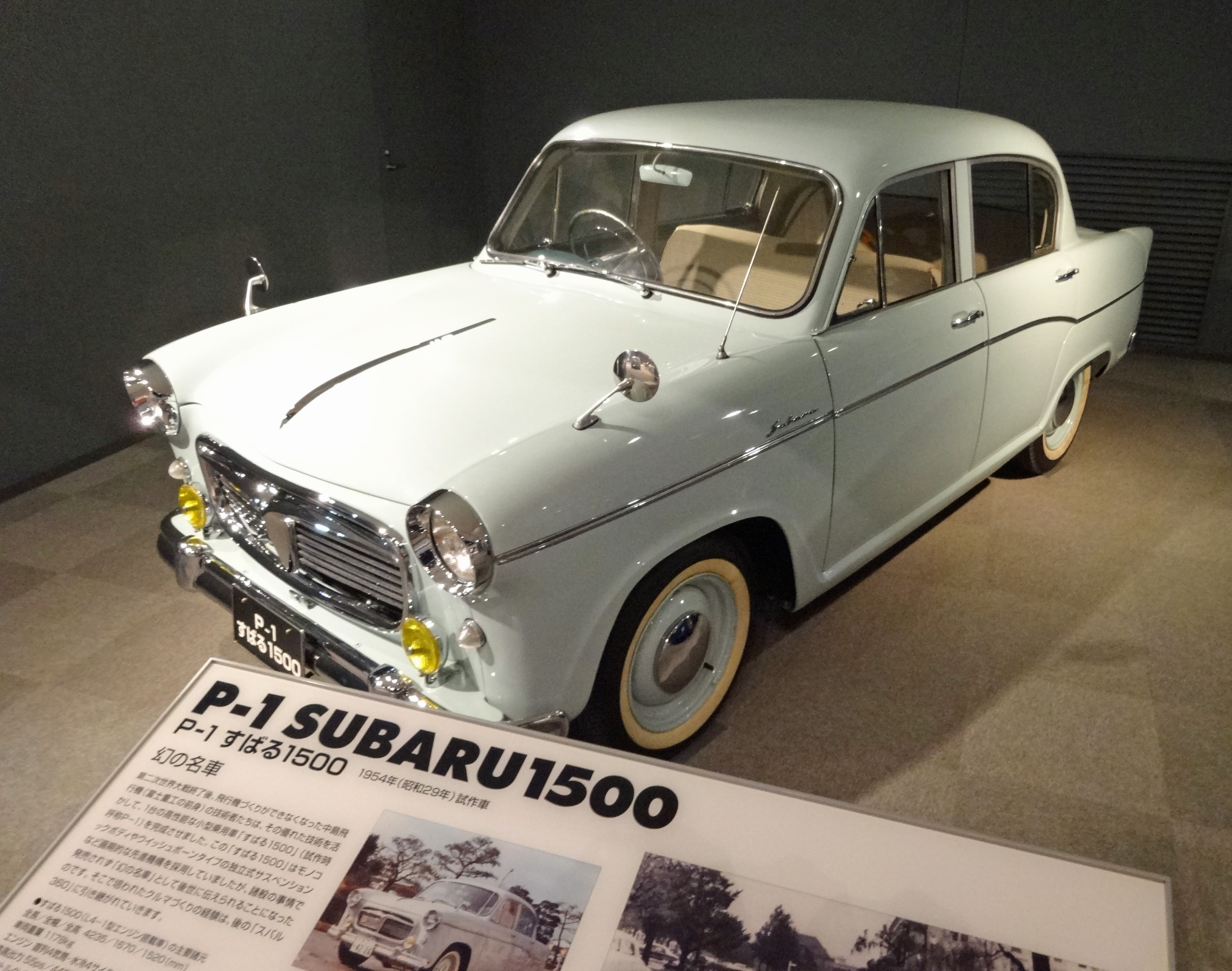
試作車が数台製作されたものの、結果的に市販化されなかったスバル1500
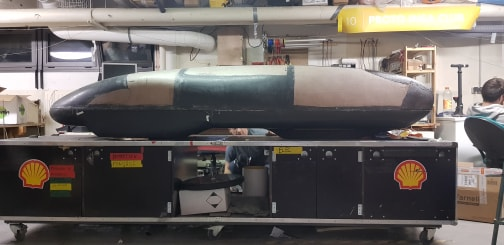
省エネ競技車のプロトタイプ。もともと大量生産する予定が無いもののプロトタイプの例。
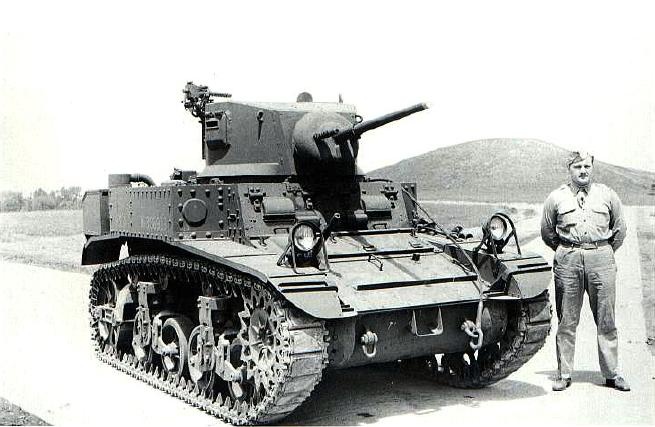
M3A1軽戦車のプロトタイプ
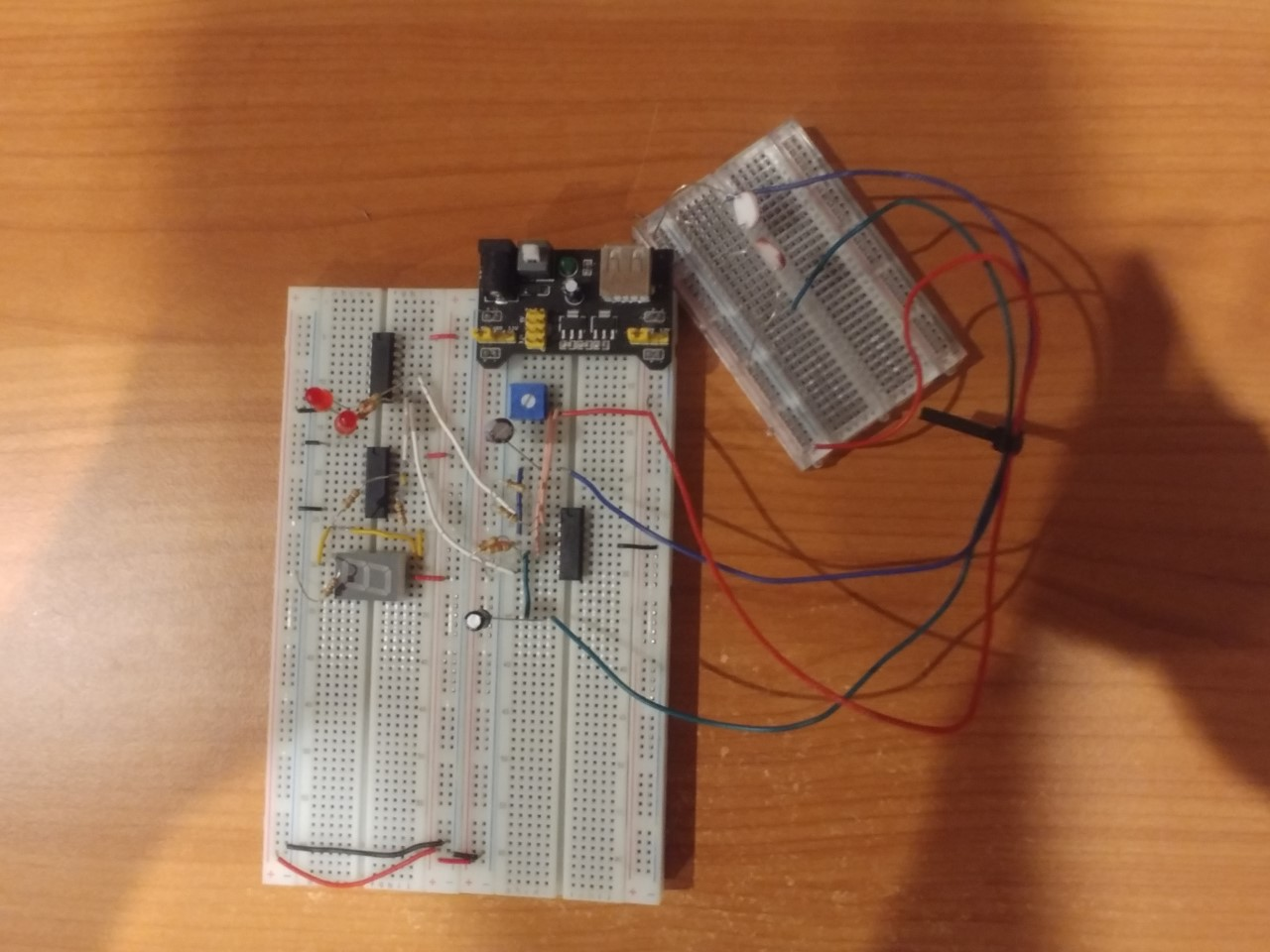
電子回路のプロトタイプ（試作用の基板ブレッドボードで作ったもの）

## エレクトロニクス
エレクトロニクス製品も、まずはプロトタイプを作る。
電子回路に関しては、試作基板（ブレッドボード）で回路を実際に試しに組んでみる。いきなりプリント基板を大量発注するということは行わない。近年ではソフトウェアの回路シミュレータがあるので、ものによっては、まずはソフトウェアで電子回路のシミュレーションを行って、大丈夫そうなら次にプロトタイプをブレッドボードなどで組んでみて、それでも大丈夫そうならプリント基板を発注するという手順を踏む場合もある。
なお電子回路においては、プロトタイプ品と量産品で性能に違いが出てしまうことがある。これは部品の数や違い・プリント基板のパターン引き回しの違い・空中配線部品を使ったかどうかなど、様々な要因で起きる。特に高周波回路ではわずかな違いが原因で性能に差が出てしまう。

## コンピュータ

### ハードウェア
コンピュータのハードウェア製造する場合も、まずはプロトタイプを作る。特に大量生産する計画があるならば、まずはプロトタイプをつくる。

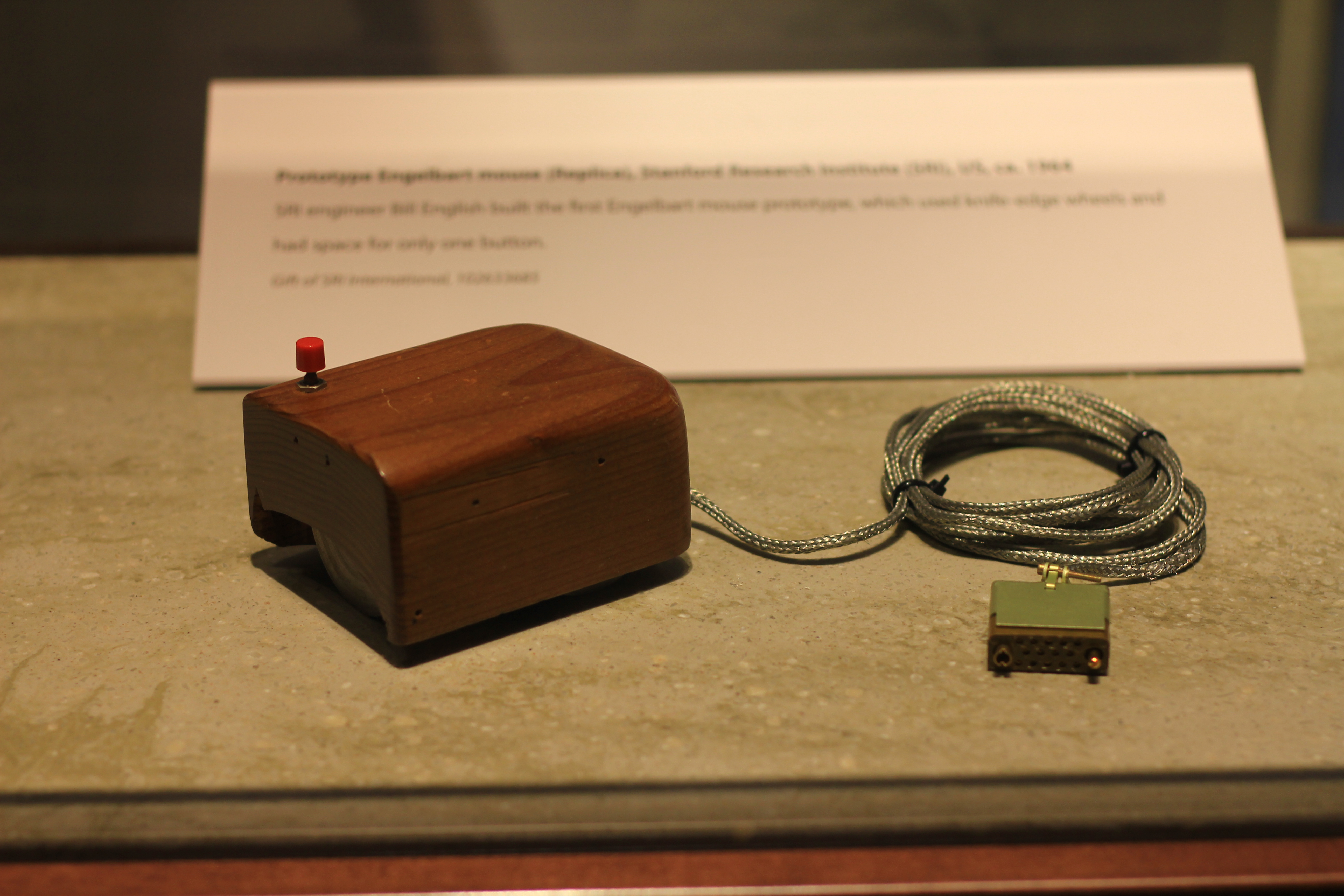
ダグラス・エンゲルバートが作り1968年に公表したマウスのプロトタイプ。手作り、木製。
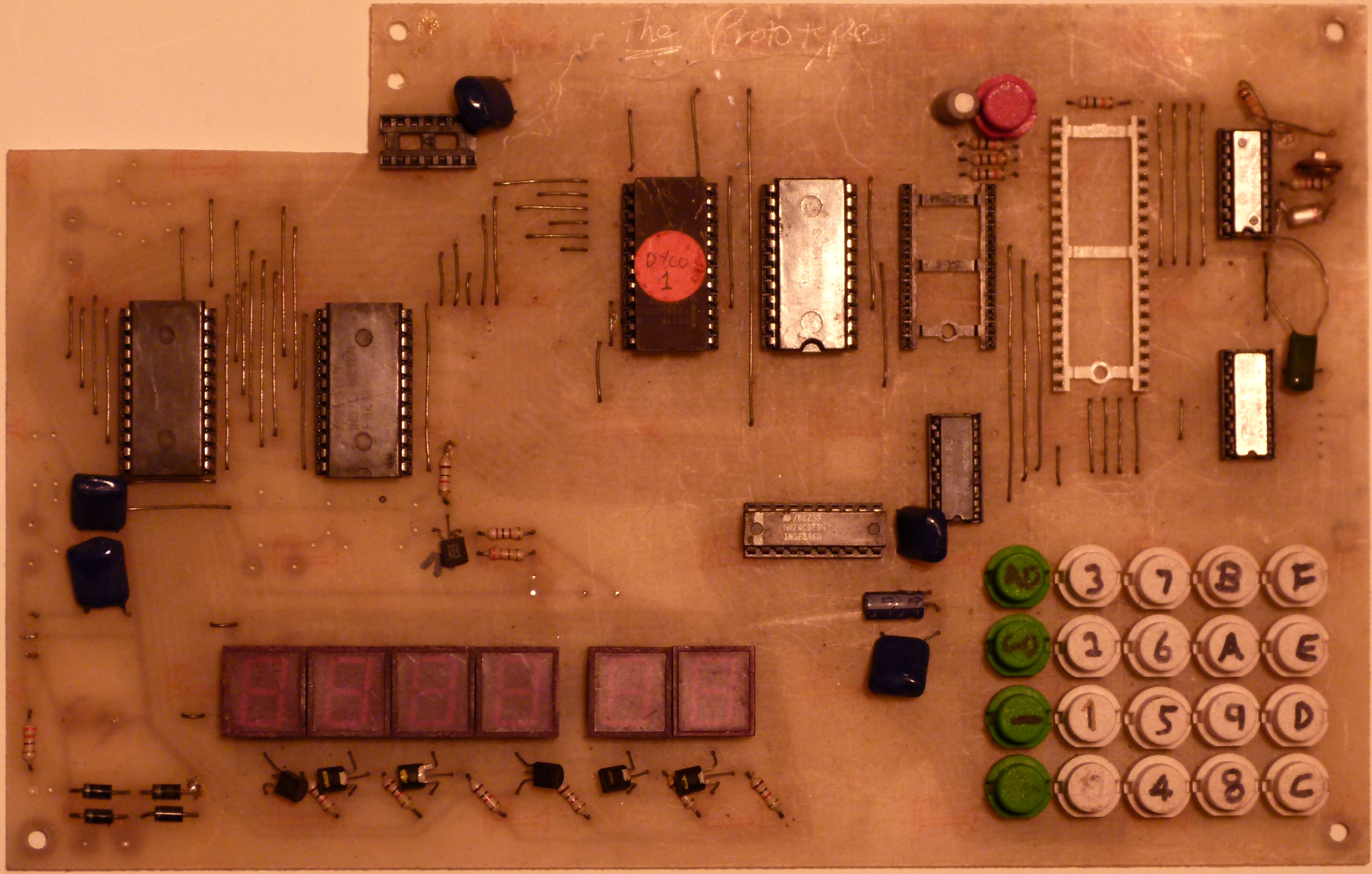
Talking Electronics Computer TEC-1のプロトタイプ
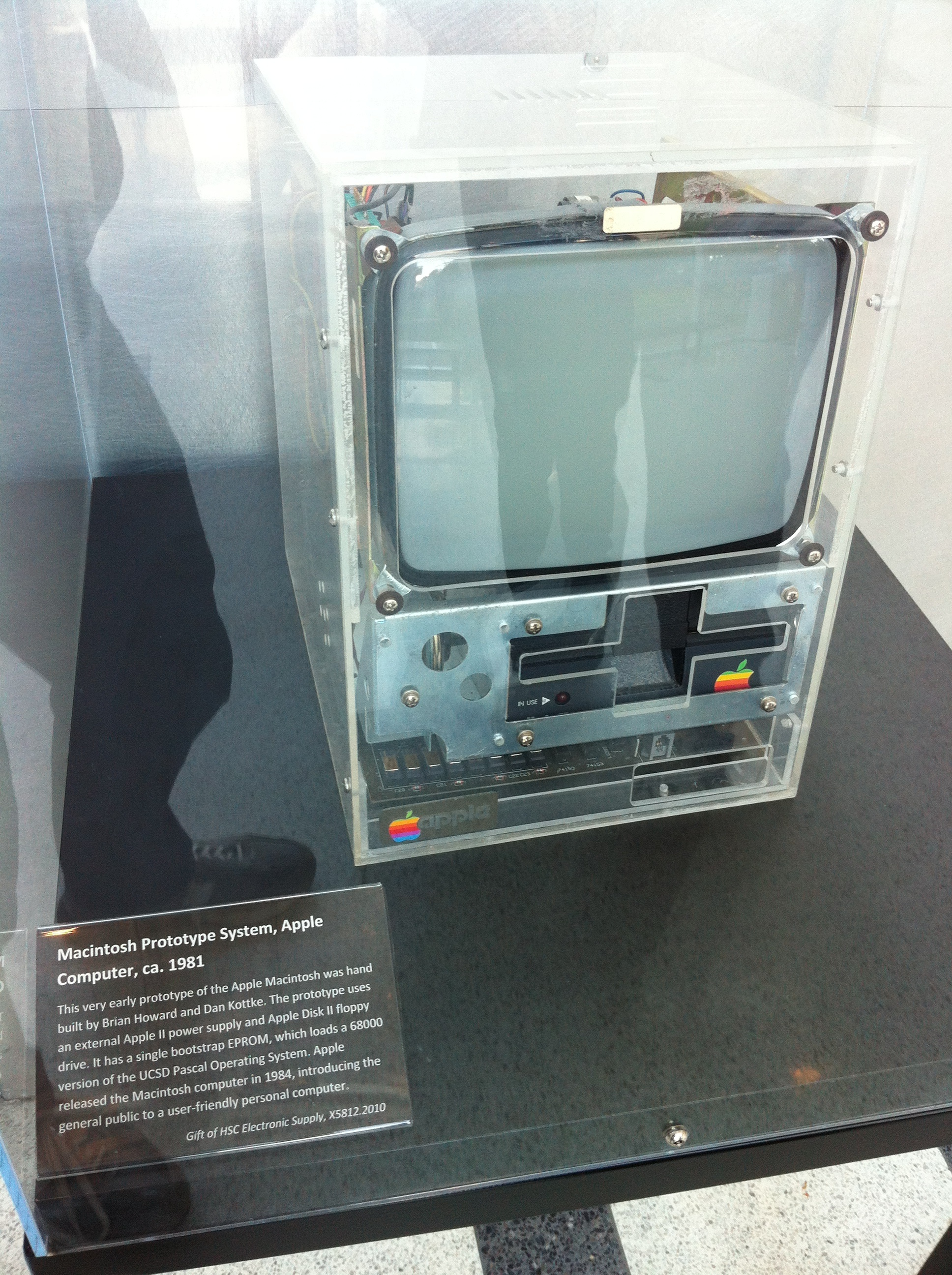
Apple社の初期のMacintoshのプロトタイプ。（米国計算機歴史博物館展示品）
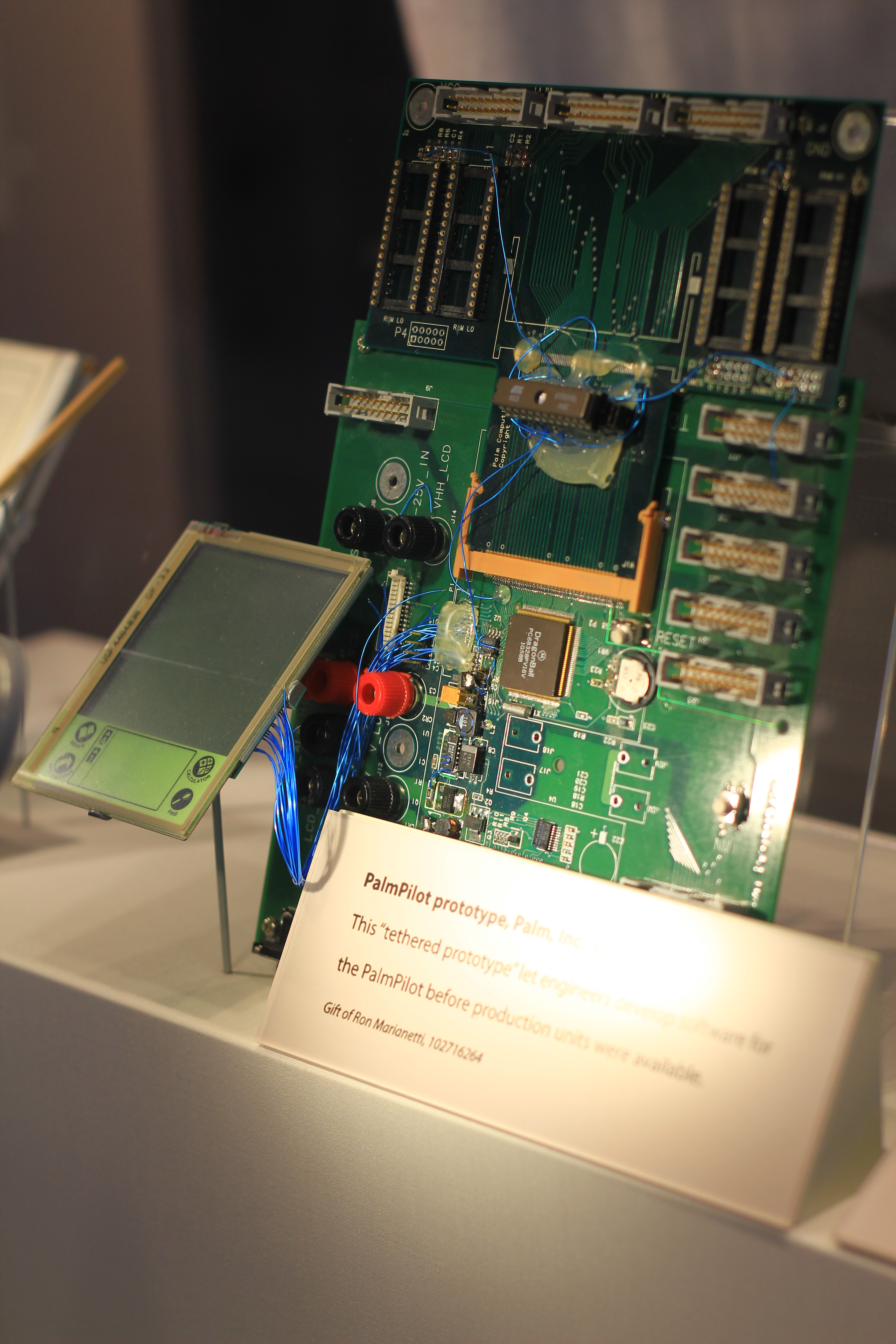
PalmPilotというPDAタイプのコンピュータのプロトタイプ。後ろの大きな緑の基板。まだ手のひらサイズにできていない段階。（米国計算機歴史博物館展示品）

### ソフトウェア
コンピュータのソフトウェアに関しても、プロトタイプは活用される。
C言語には関数プロトタイプ宣言というものがあるが、これは関数・サブルーチンの引数と返り値の値を宣言するものである。外部とのやりとりを示す「宣言」に対し、中身を示すものを「定義」と言う。
プロトタイプベースのオブジェクト指向プログラミングでは、プロトタイプは「クローンとしての新しいオブジェクト」を作ることができるオブジェクト、のことである。逆にそのクローンの側から見ると、自分がクローンとして作り出される元となったオブジェクトがプロトタイプである。
プロトタイプ・プログラムを日本語では「試作プログラム」などと呼ぶ。
かつては、Adobe Directorなどのツールを使用して、メニュー画面などのプロトタイプを迅速に作成する手法が一般的であった。これらのツールは実際の開発環境との互換性がなく、プロトタイプを破棄しやすいという利点もあった。
しかし近年では、FigmaやAdobe XD、Framerなどのクラウドベースのデザインツールを用いて、実際の開発と連携可能なプロトタイプを作成・共有する方法が主流となっている。これにより、プロトタイプをそのまま開発工程に活用するケースが増えてきている。

## 自動車
自動車業界ではプロトタイプは、基本的には性能の確認、新たな装備・機能の試験、社内での各専門家からの意見聴取などの目的で作られる。
プロトタイプは、基本的にあくまで開発のためのものであり、社内のためのものであり、基本的には外部には見せないものである。
エアロダイナミックス（空気力学）の試験のためのプロトタイプは風洞実験ができればよいので、外形だけができていればよく、走行できないものでもよい。縮尺模型など実物大ではない場合もある。
公道走行で検証・試験を行うためのプロトタイプは、日本では「試作車」（輸入車の場合は「型式不明車」）として登録をする必要があり、自動車検査証の交付を受けた状態、もしくは臨時運行許可番号票や回送運行許可番号票を取り付けた状態で公道走行試験を行う。

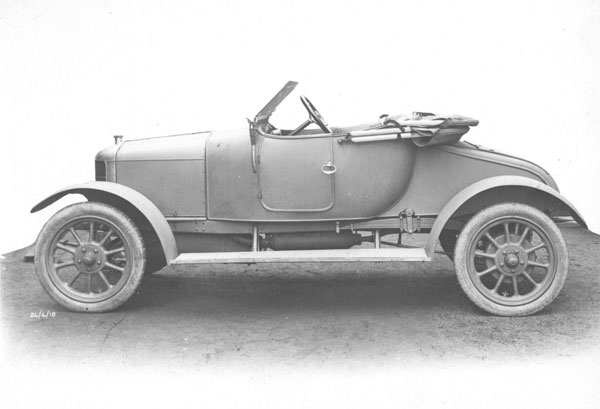
クライノーのあるモデルのプロトタイプ（1916年)
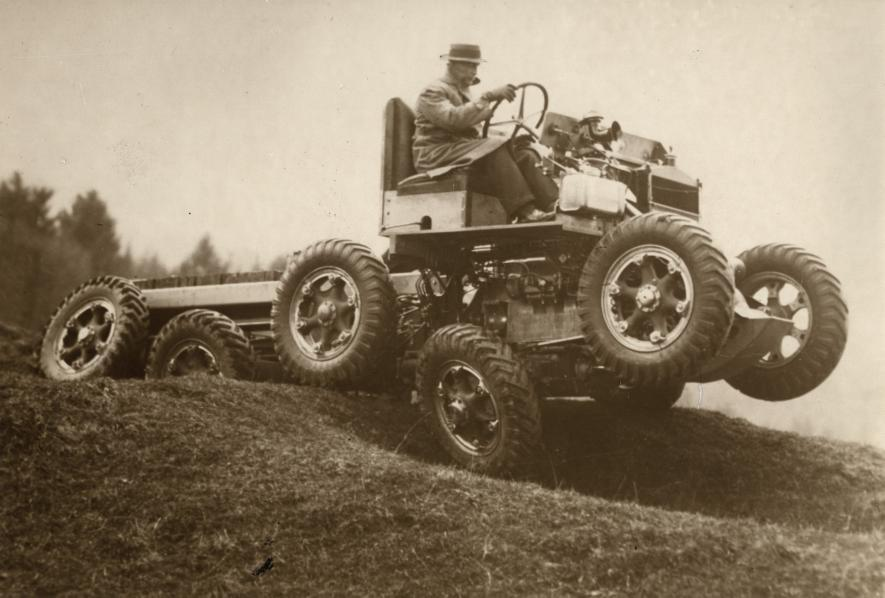
全地形対応車のプロトタイプ（1936年、イギリス）
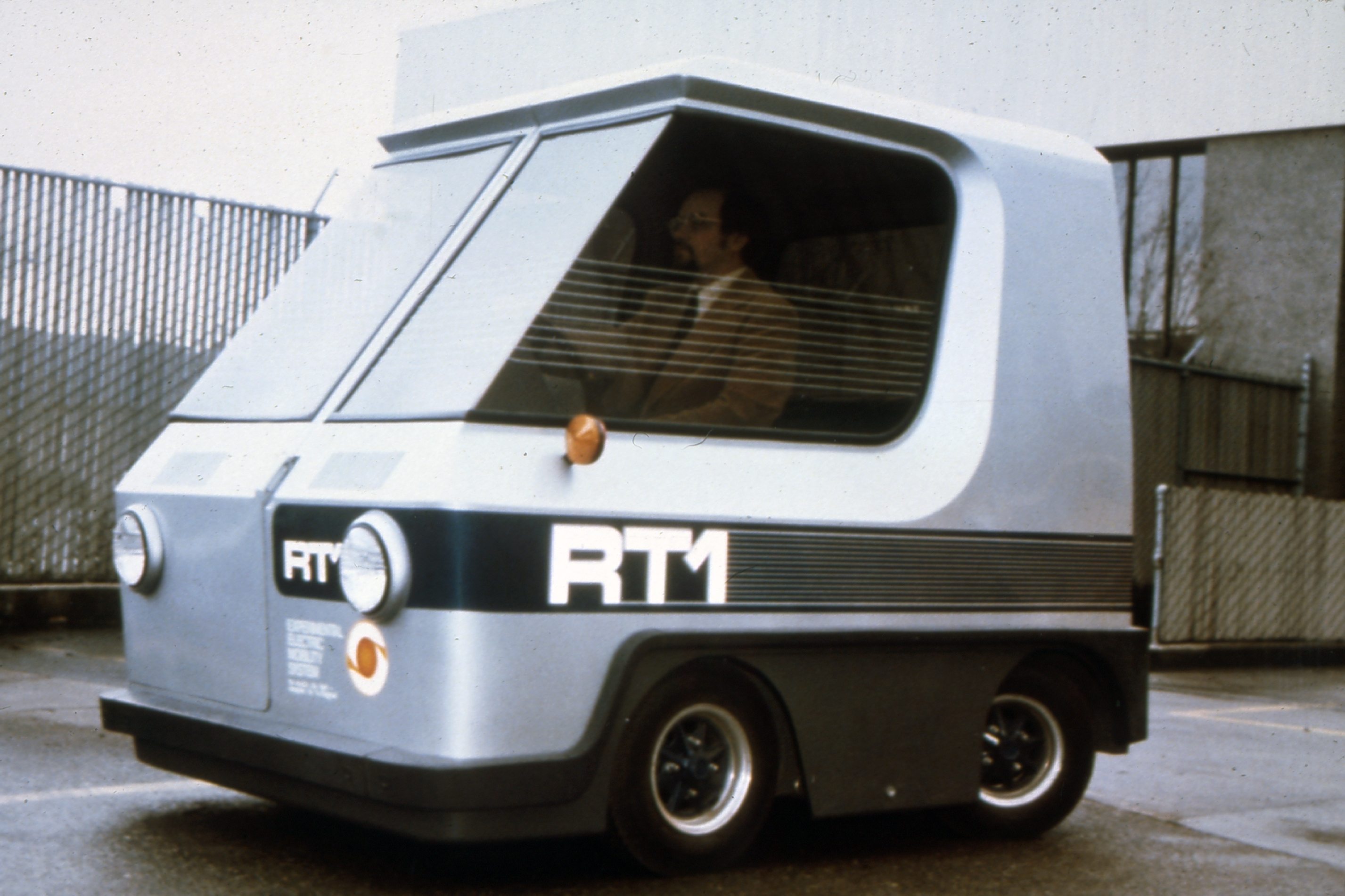
アメリカ合衆国ワシントン州の電力会社、シアトル・シティ・ライトが製作した電気自動車のプロトタイプ RT1（1976年）。1度も量産されることはなかった[3]、つまり《試作止まり》となった。
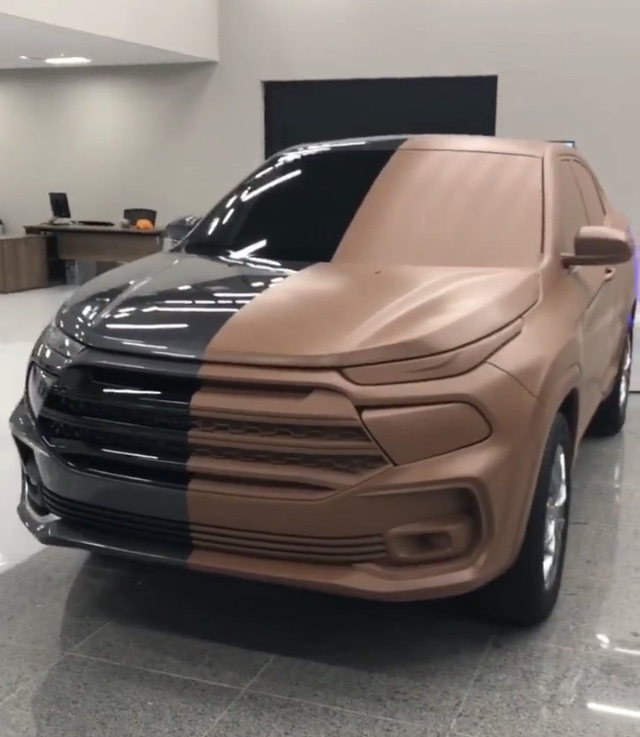
en:Fiat Fastbackのプロトタイプ（2019年）。これは製品化に成功し2022年に発売された。

モータースポーツでは、国際自動車連盟（FIA)などの用語でいう「プロトタイプ」は、この用語を拡大解釈ぎみの使い方をしており、「（まだ）市販段階に至っていない車」といった程度の意味であり、レギュレーションを定めることで競技カテゴリが作られており、競技用のプロトタイプ車が作られていて、プロトタイプと言っても競技車としては完成度がそれなりに高い車が参加する。詳しくはスポーツカー (モータースポーツ) を参照。

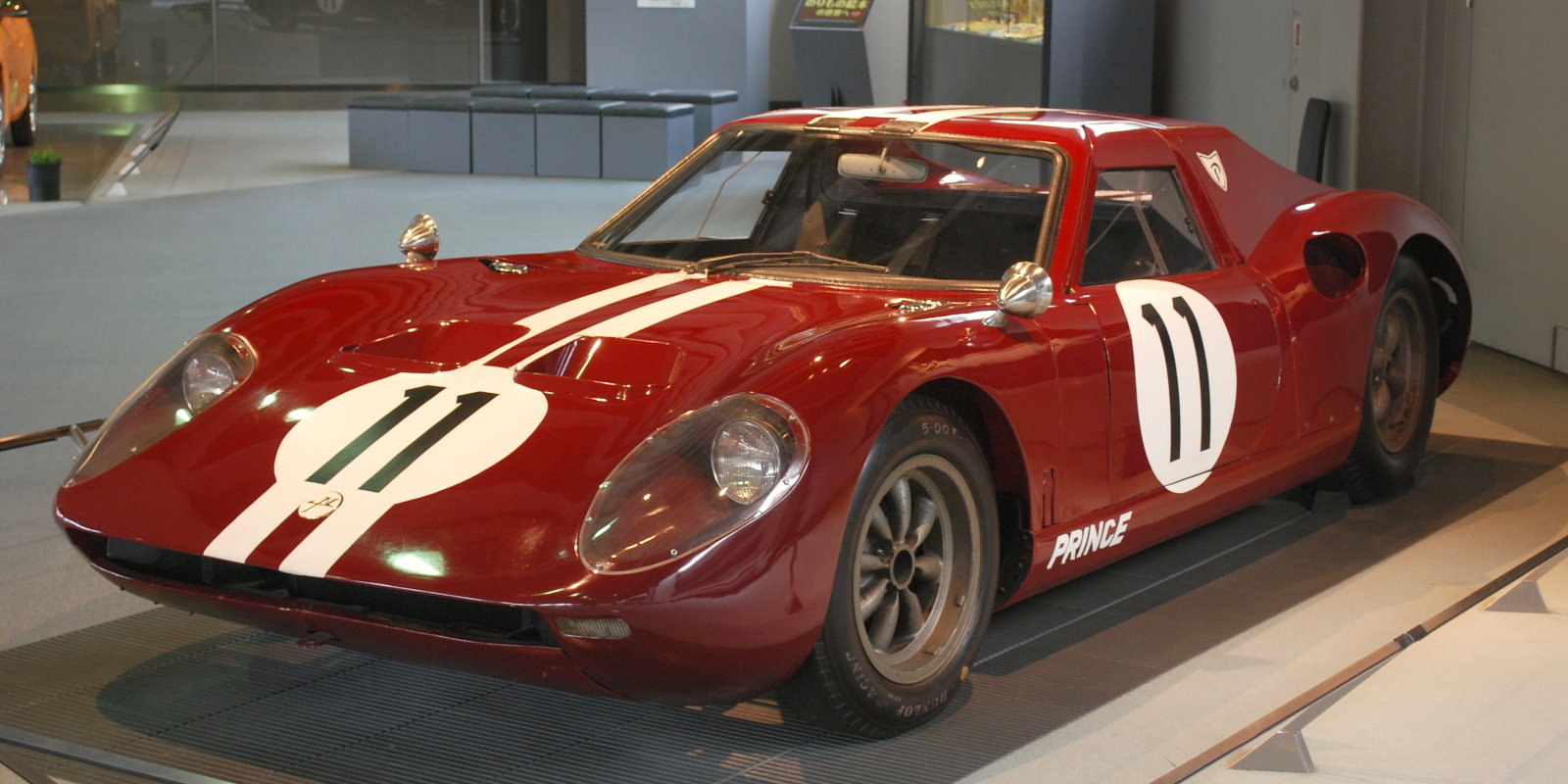
プロトタイプ・レーシングカー、プリンス・R380
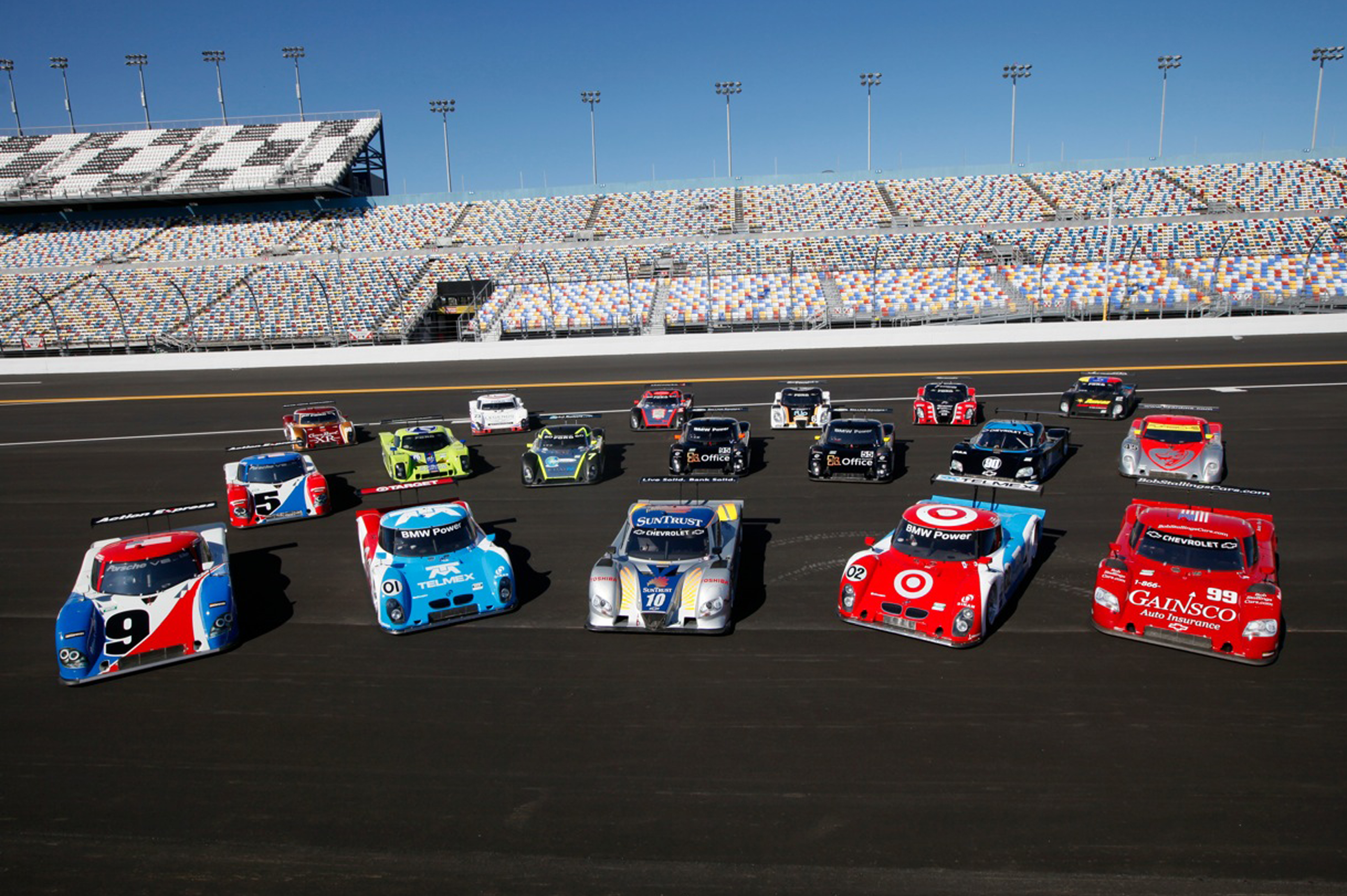
2011年のデイトナ・プロトタイプスの競技車

## 鉄道車両
新しい鉄道車両を開発する場合も、プロトタイプを作る。
まずはコンセプト図や図面を描いてみるが、空気力学上の性能を確かめるためにはまずは外形だけを形にしたプロトタイプをつくり、風洞実験で具体的な性能の数値を把握する。
線路上で走らせるプロトタイプもあり、「試作車」などと呼ばれる。特に、のちに同型の車両を量産することを前提に、問題点を洗い出すものについては、「量産先行車」という呼び方もある。
プロトタイプ車を用いた試験や試験運行でデータを集め、改良したほうがよい点が見つかれば、仕様を修正したものを量産車の仕様とする。
プロトタイプは、通常、廃棄されるというわけではなく、試験段階で改良すべき点が見つかれば、そこだけ改良を施し、量産化が実現し同型の車両が増えた後も、そのまま実際の営業運転に利用されることが多い。量産車と同一に改造される例も多いが、許容範囲であれば、多少異なっていてもそのまま使用される事例も珍しくない。

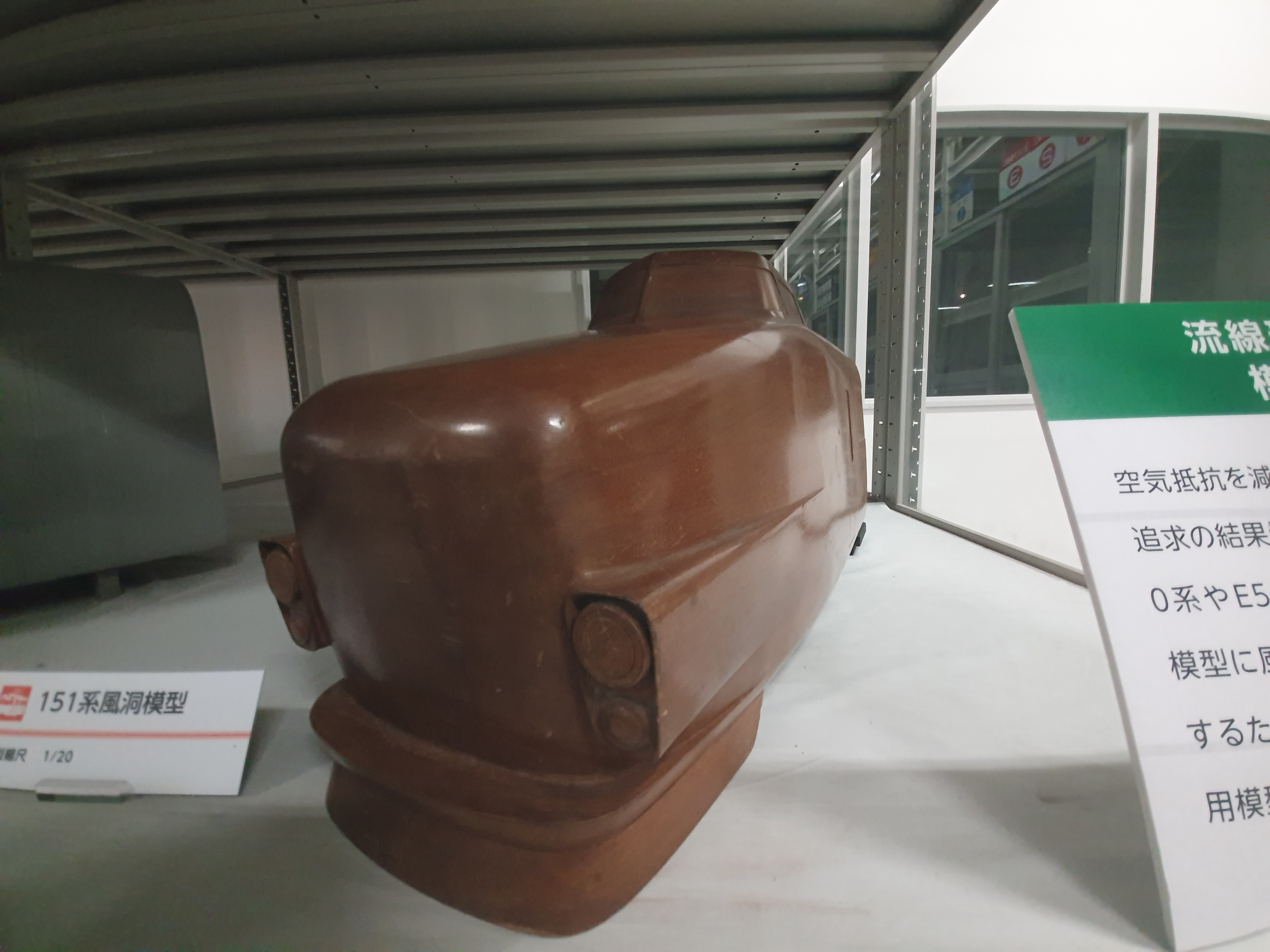
国鉄151系（←モハ20系）電車のプロトタイプ。風洞で空気力学上の性能を確かめるためのもの。木製。
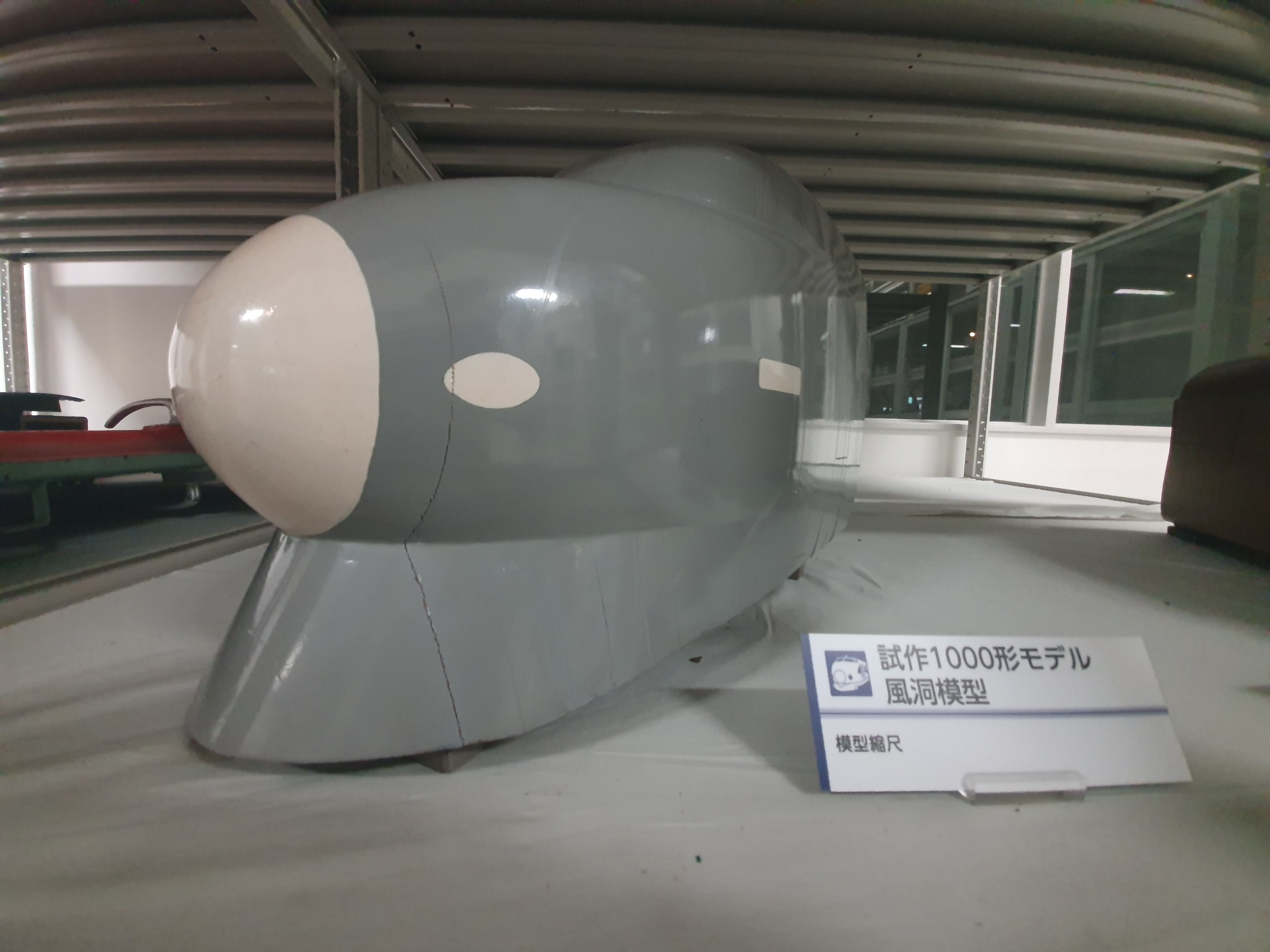
新幹線のプロトタイプ。空気力学上の性能を調べるためのもの。
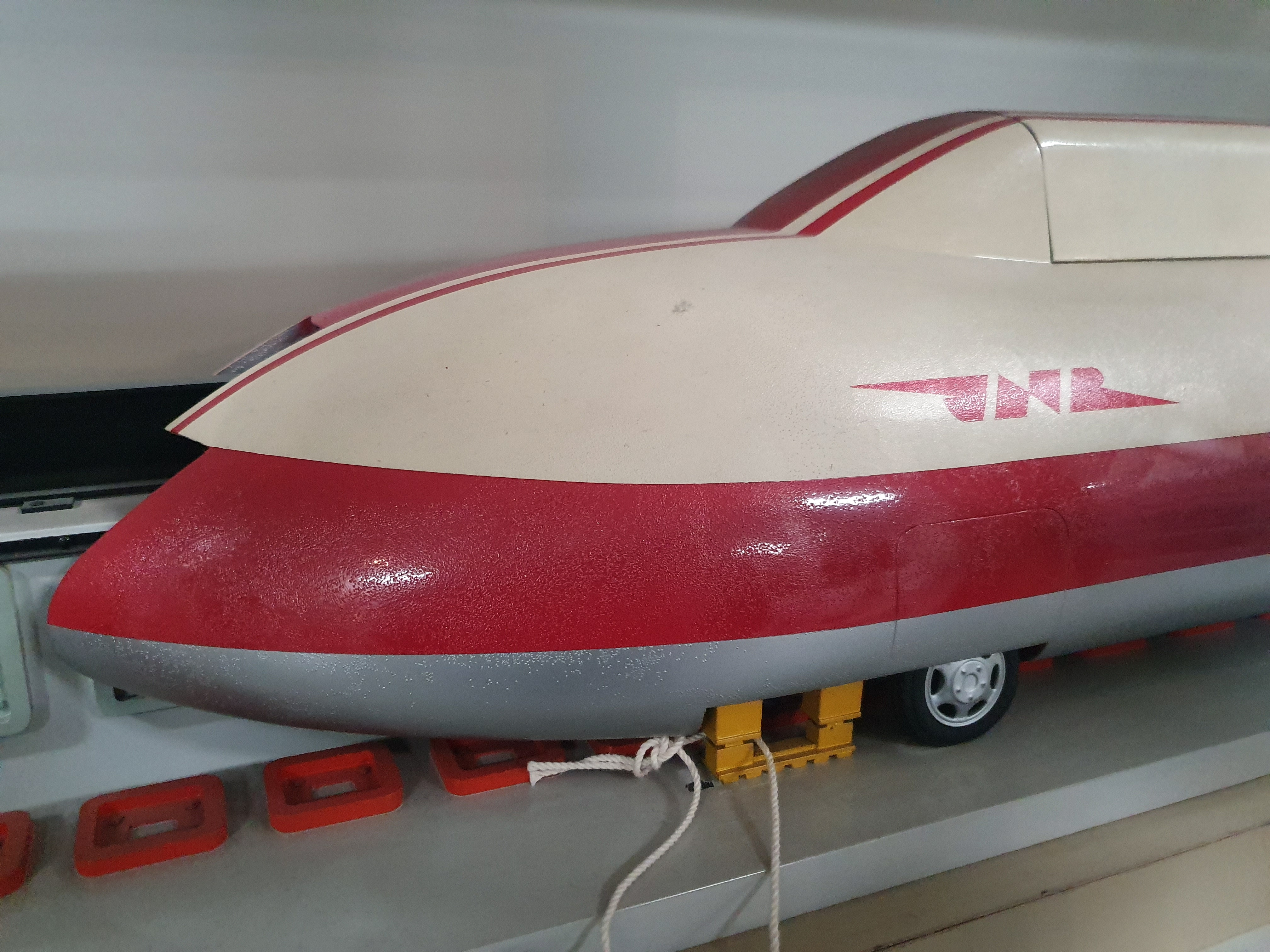
リニアモーターカーのプロトタイプ模型
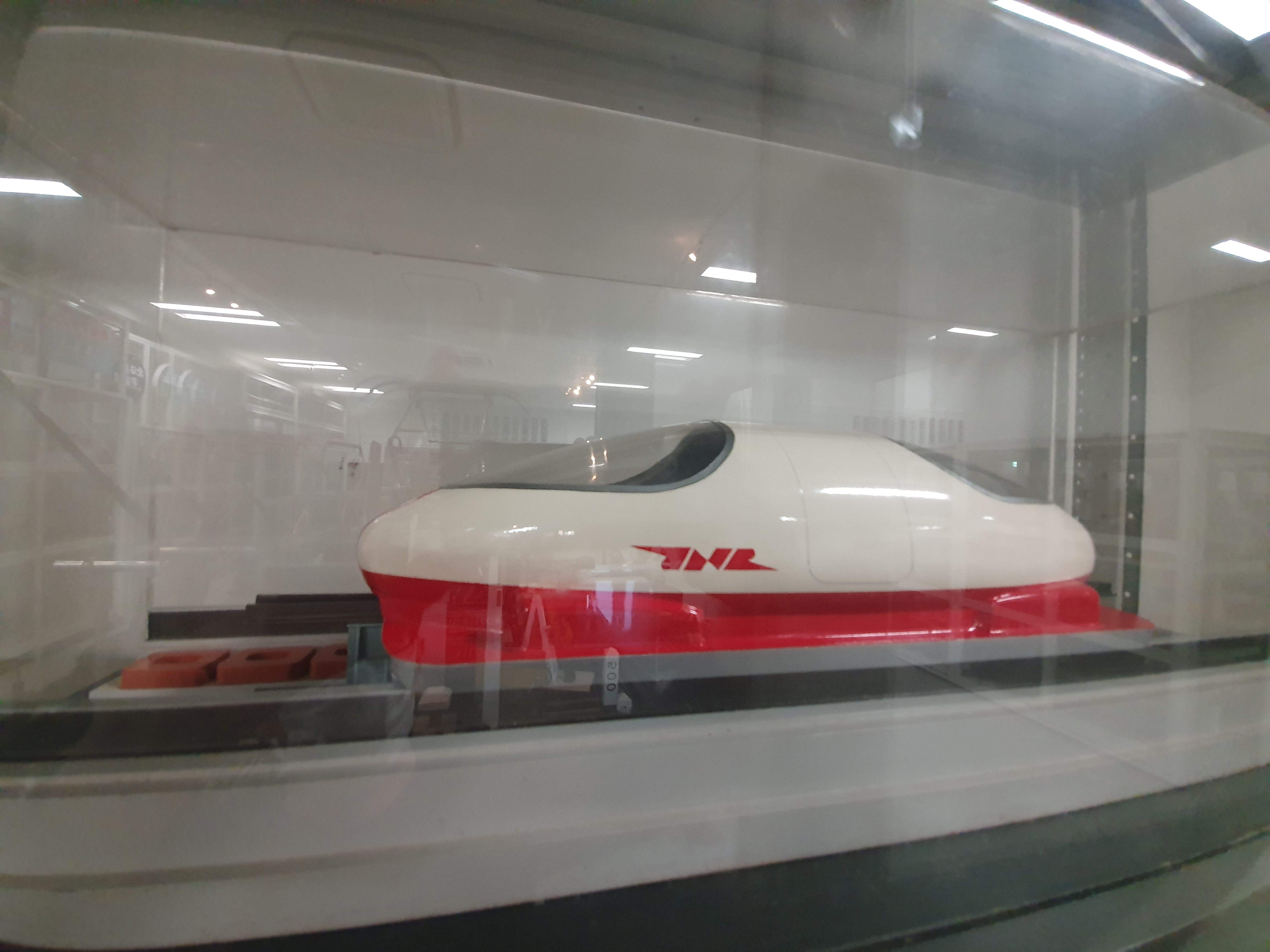
リニアモーターカーのプロトタイプ模型、別バージョン。
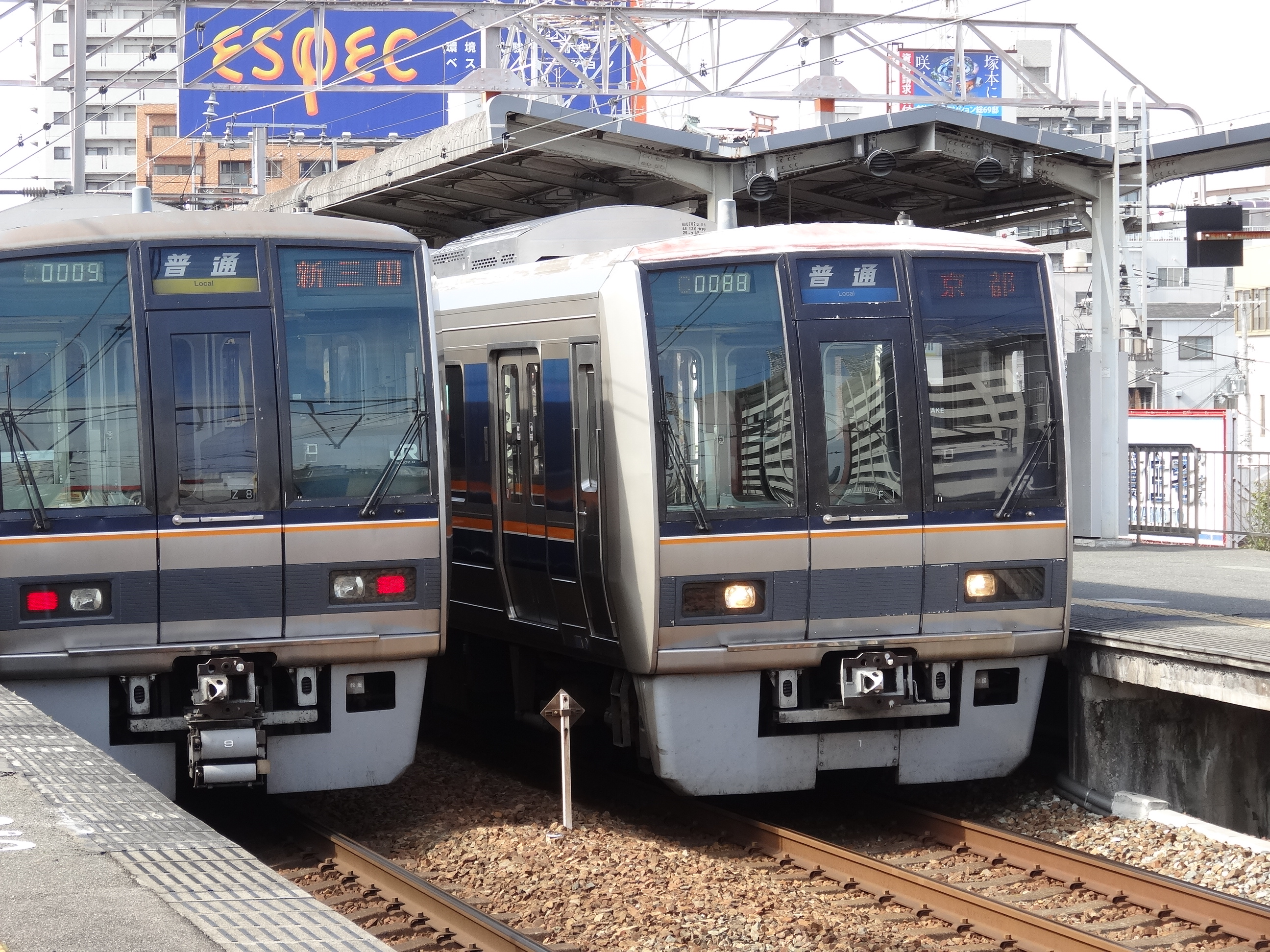
JR西日本207系電車。右が電気連結器を装備していない試作車。

鉄道車両のプロトタイプの形式は、やや特殊である（モハ90系→101系、EF90→EF66、901系→209系）。また番台区分が異なっていたり（209系950番台→E231系900番台）、外観や組成・編成などが量産車と異なる場合（300系新幹線J1編成、700系新幹線C1編成、400系新幹線S4編成→L1編成、E3系新幹線S8編成→R1編成、207系F1編成など）がある。
また、試験した結果、量産が見送られた場合には、プロトタイプは「1形式1両のみ」（や「数両のみ」など）の車両となってしまうことがある。さらに一連の試験を終了した車両や量産が見送られた車両については、共通運用が組めない使い勝手の悪さなどから、車齢が10年を満たないうちに廃車となる場合もある。また、営業運転はおろか試験を行う事なく廃車された車両も存在する（キハ285系がその例である。JR東海のN700系やN700S系の先行試作車（9000番台）のように、量産車登場後は営業運転に投入されず、そのまま試験用の編成とされる例もある。

## 模型
北米の模型・プラモデルの世界では、プロトタイプとは模型を作る際に原型とした実物のことである。

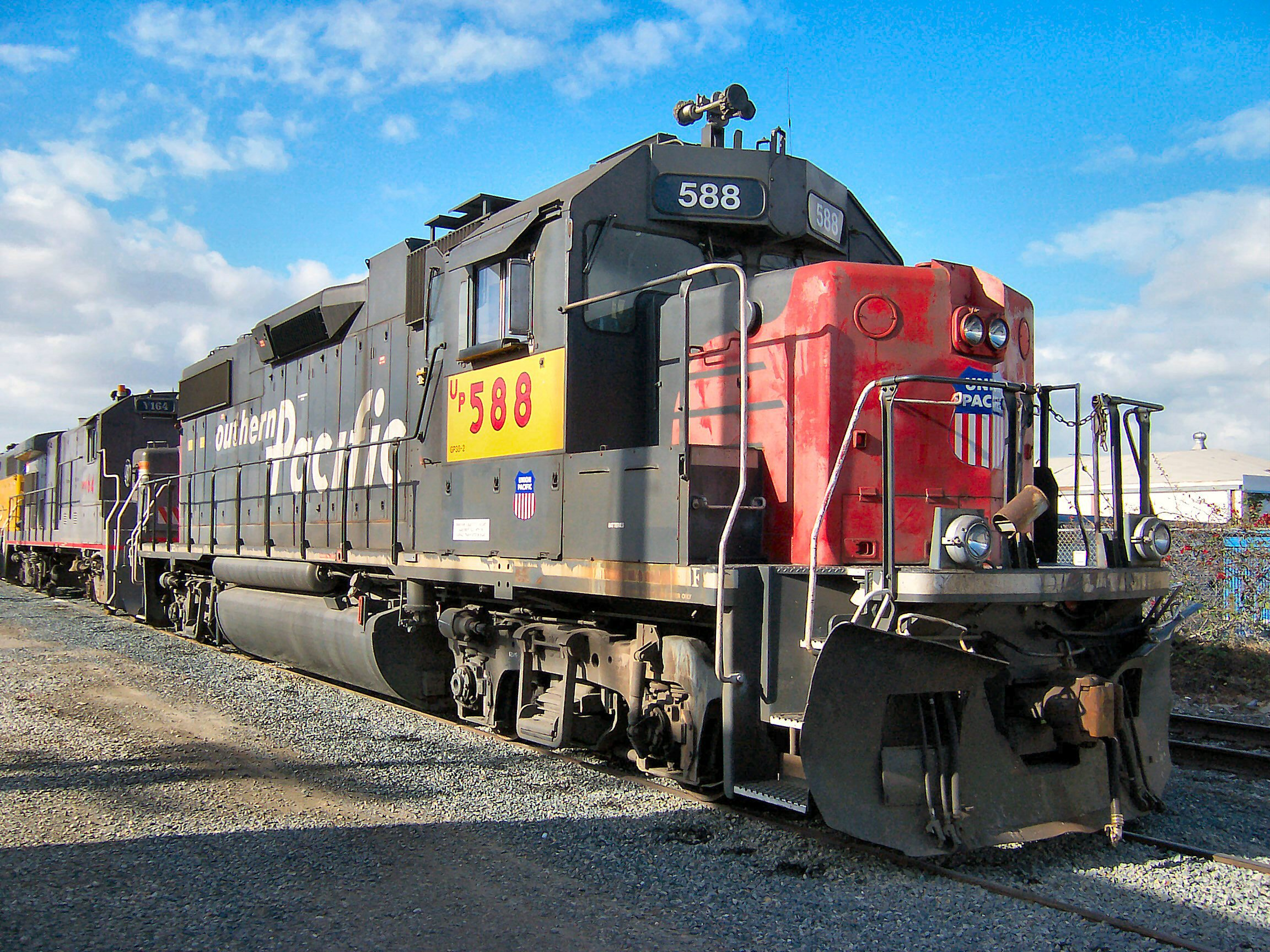
北米・GP38-2機関車の実車。模型を製作する際にはこのような実車がプロトタイプと呼ばれる。

例えば、アサーン社がEMD GP38形ディーゼル機関車の模型を作る際、実物の機関車のことを「プロトタイプ」と呼ぶ。
また、北米の鉄道模型マニアの間では模型を製作する際に参考とする実物の鉄道車両・鉄道施設のことをプロトタイプと呼ぶ。さらに、鉄道ジオラマやレイアウト、シーナリー（鉄道模型における地形や景観の模型化）を製作する人々にとっては、ジオラマ化・シーナリー化するものは全て、たとえば駅舎、周囲の建物、道路、街並み、自然の景観なども、この世の実物は全てプロトタイプである。
北米の模型の世界で特に好まれたプロトタイプは次のものである。
- 自動車（1957年型シボレーは多くの模型が製造された）
- 兵器（たとえばM4シャーマン戦車。他にも装甲車・戦艦・戦闘機など）
- 鉄道車両および鉄道施設
- 貨物自動車、トレーラートラック
- オートバイ
- 飛行機
- 宇宙船（アポロやサターンV、ISSなど）

なお、SF作品に登場し、本当は実物が存在しないものをプロトタイプと呼んでよいかどうかは議論があるところである。
なお、人間や生き物の形をしたフィギュア（特にアクションフィギュア）を製作する際には、その人間や生き物をプロトタイプとは呼ばない。彫刻や絵画の場合と同様にモデルと呼ぶ。
日本の模型の世界では、プロトタイプというと、模型の中でも試作段階の模型である。個人が作る模型なら、試しに作っている段階の模型である。個人なので作られる数は少ないが、譲渡されたり販売されることはある。模型を製造する企業にとっては、社内で試作している段階の模型である。また量産段階に入っていないものでもあり、試しに少量だけ作り販売（あるいは限定配布）することがあり、そうすることでまず人々の反応を確かめ仕様を改良して量産する場合もあれば、結局、量産しない場合もある。

## フィクション中のプロトタイプ
『機動戦士ガンダム』では主人公のアムロ・レイが偶然の行きがかりから、モビルスーツのプロトタイプ（試作機、原型機）に搭乗して操縦したことをきっかけに物語が繰り広げられた。以後、主人公がプロトタイプ機に乗るという設定を模倣する作品がいくつもつくられた。